# Керлер, Иосиф Борисович
Иосиф Борисович Керлер (идиш יוסף קערלער‎, ивр. יוסף קרלר‎; 7 апреля 1918, Гайсин, Подольская губерния, УНР — 3 декабря 2000, Иерусалим, Израиль) — советский еврейский поэт. Писал на идише. Участник Великой Отечественной войны. Гвардии сержант; сержант (1943). В 1950 году был репрессирован, приговорён к 10 годам лагерей. Реабилитирован в 1955 году. В марте 1971 года вместе с семьёй выехал в Израиль.

## Биография
Иосиф Борисович Керлер родился в 1918 году в Гайсине (Украина).
В 1930—1934 гг. жил с родителями в еврейском колхозе в Крыму. В 1934—1937 гг. учился в Одесском еврейском машиностроительном техникуме. С 1935 г. публиковал стихи в газете «Одэсэр арбэтэр» («Одесский рабочий»).
В 1937—1941 гг. учился в еврейской театральной студии при 
ГОСЕТе, по окончании которой ушёл добровольцем на фронт.В 1944 г., после третьего тяжёлого ранения, демобилизован. В том же году увидела свет его первая книга «Фар майн эрд» («За мою землю»), куда вошли в основном фронтовые стихи.
Сотрудничал в газете Еврейского антифашистского комитета Эйникайт («Единство») и альманахе «hэймланд» («Родина»), учился на филологическом факультете МГУ. В 1947 году переехал в Биробиджан. Сданная в печать вторая книга стихотворений Керлера так и не увидела свет: в апреле 1950 года он был арестован, приговорён к 10 годам лагерей строгого режима «за буржуазно-националистическую деятельность» и сослан в Воркуту.
В 1955 г. реабилитирован, вернулся в Москву, где в 1957 г. вышел в переводе на русский язык сборник его стихотворений «Виноградник моего отца», а в 1965 г. — «Хочу быть добрым». В «Виноградник» поэт включил под рубрикой «Из песен гетто» цикл стихотворений о жизни в лагере. Стихи Иосифа Борисовича на русский язык переводили поэты-переводчики А. Ревич, А. Кронгауз, Ю. Нейман, О. Чухонцев и др.
Отсутствие периодической печати на идише (журнал «Совэтиш hэймланд» появился лишь в 1961 г.) вынуждало Керлера писать эстрадные скетчи, миниатюры, тексты песен. Песни на его стихи писали З. Компанеец, М. Табачников, Владимир Шаинский и др. Песни Керлера исполнялись выдающимися еврейскими певцами Нехамой Лифшиц, Анной Гузик, Михаилом Александровичем, М. Эпельбаумом, З. Шульманом, и распространялись в грамзаписях.
В 1960-х гг. Керлер начал борьбу за выезд в Израиль, публиковал за своей подписью стихи в американской газете «Форвертс», израильском журнале «Ди голдэнэ кэйт» («Золотая цепь»), в еврейском самиздате. Его стихотворение о начале Шестидневной войны на следующий день после написания появилось в израильской прессе. В 1970 г. зачитал группе иностранных журналистов своё открытое письмо советскому правительству с требованием предоставить евреям СССР свободу репатриации.
В марте 1971 г. вместе с семьёй приехал в Израиль, где вскоре вышла ранее пересланная им из СССР книга стихов «Гэзанг цвишн цэйн» («Песнь сквозь зубы», предисловие Д. Садана; удостоена премии имени И. Мангера). Затем увидели свет сборники «Зэт ир дох…» («Вы же видите…», 1972), «Цвэлфтэр ойгуст 1952» («12 августа 1952» — о гибели виднейших деятелей еврейской культуры в СССР, 1978), «Ди эрштэ зибм йор» («Первые семь лет», 1979), «hимлшафт» («Небосвод», 1986), «Гэклибэнэ прозэ» («Сборник прозы», 1991), «Аби гэзунт» («Лишь бы быть здоровым», 1993), «Шпигл-ксав» («Зеркальное письмо», сборник стихов вместе с сыном, Борисом Карловым, 1996), «Дафкэ ицт» («Именно сейчас», 2005).
Творчество Керлера отличают близкая к народной песне яркая искренность чувства, ясность поэтического образа и эмоциональная насыщенность. Его стихи переведены на иврит, русский, немецкий, английский, испанский, украинский, нидерландский, польский и другие языки.
С 1973 г. редактировал ежегодный «Йерушолаимэр алманах» («Иерусалимский альманах»), в последние годы жизни — вместе с сыном Дов-Бером (Борисом) Керлером, который тоже стал еврейским поэтом на идише и филологом (литературный псевдоним — Борис Карлов).
Его племянница Наталья Яковлевна Керлер, педагог, была замужем за известным спортивным журналистом Стивом Шенкманом.
Умер Иосиф Борисович Керлер в 2000 году в Иерусалиме.

### на русский
- Виноградник моего отца : Стихи : Авториз. пер. с евр. — М. : Советский писатель, 1957. — 132 с.
- Хочу быть добрым : Стихи : Пер. с евр. — М. : Сов. писатель, 1965. — 96 с.: ил.; 10 000 экз.

### на английский
- Poems of protest. New York : the education department of the Workman's Circle, 1971. — 25 c.
- From a bird's cage to a thin branch. The Selected Poems of Yosef Kerler translated by Maia Evrona.White Goat Press, (c оригинальными текстами на идиш) 2023 — 150 c.

### на иврит
- Hazemer bein hashinayim, tirgem meyidish Yaakov Shofet, — Tel Aviv : Khalonot, 2000. — 159 c.

### на украинский
- Аби здоров'я : вибранЇ вiршi. Переклад з Їдишу ВалерЇЇ БогуславськоЇ. КиЇв : Дух і літера, 2012. — 101 c.